# NetReal
NetReal株式会社は中小企業の新規顧客開拓・販売促進・業務効率化のサポートを目的とした売上UP支援サイト「NetReal!」の運営元。法人名簿のレンタル・販売/FAX配信代行/テレアポ代行/DM発送代行/チラシ配布代行/メール配信代行/SEO対策などのサービスを主とする。2005年、前身であるaDsFactory株式会社のFAX一斉配信サービス「aDsNetFAX」としてサービスを開始する。以後、サービス名称を売上UP支援サイト「NetReal!」変更。2010年、同会社のグループ会社として現在に至る。2012年、廉価版としてFAX一斉配信サービスのみの「NetFax（Low Cost Fax）」を開始。2013年、法人リストDLサービス「NetList（Low Cost List）」を開始。

## 沿革
- 2005年 -月 - FAX一斉配信サービス「aDsNetFAX」提供開始
- 2009年 8月 - 売上UP支援サイト「NetReal!」サービス提供開始
- 2010年12月 - aDsFactory株式会社のグループ会社として　NetReal株式会社　設立
- 2012年10月 - 「NetFax（Low Cost Fax）」サービス提供開始
- 2013年 7月 - 「NetList（Low Cost List）」サービス提供開始